# Bent Høie
Bent Høie (Randaberg, 4 maggio 1971) è un politico norvegese, ministro della salute del Governo Solberg.

## Biografia
Ha studiato presso l'Università di Bergen, dove si è laureato in giurisprudenza nel 1991. Rappresentante della contea di Rogaland per Destra, è stato eletto al parlamento norvegese la prima volta nel 2001.
Dal 16 ottobre 2013 è ministro della salute del Governo Solberg.
Høie è gay dichiarato e sposato con Dag Terje Solvang.